# Rosso Fiorentino
Giovan Battista di Jacopo di Gasparre, detto il Rosso Fiorentino (Firenze, 8 marzo 1494 – Fontainebleau, 14 novembre 1540), è stato un pittore italiano, uno dei principali esponenti dei cosiddetti "eccentrici fiorentini", i pionieri del manierismo in pittura.

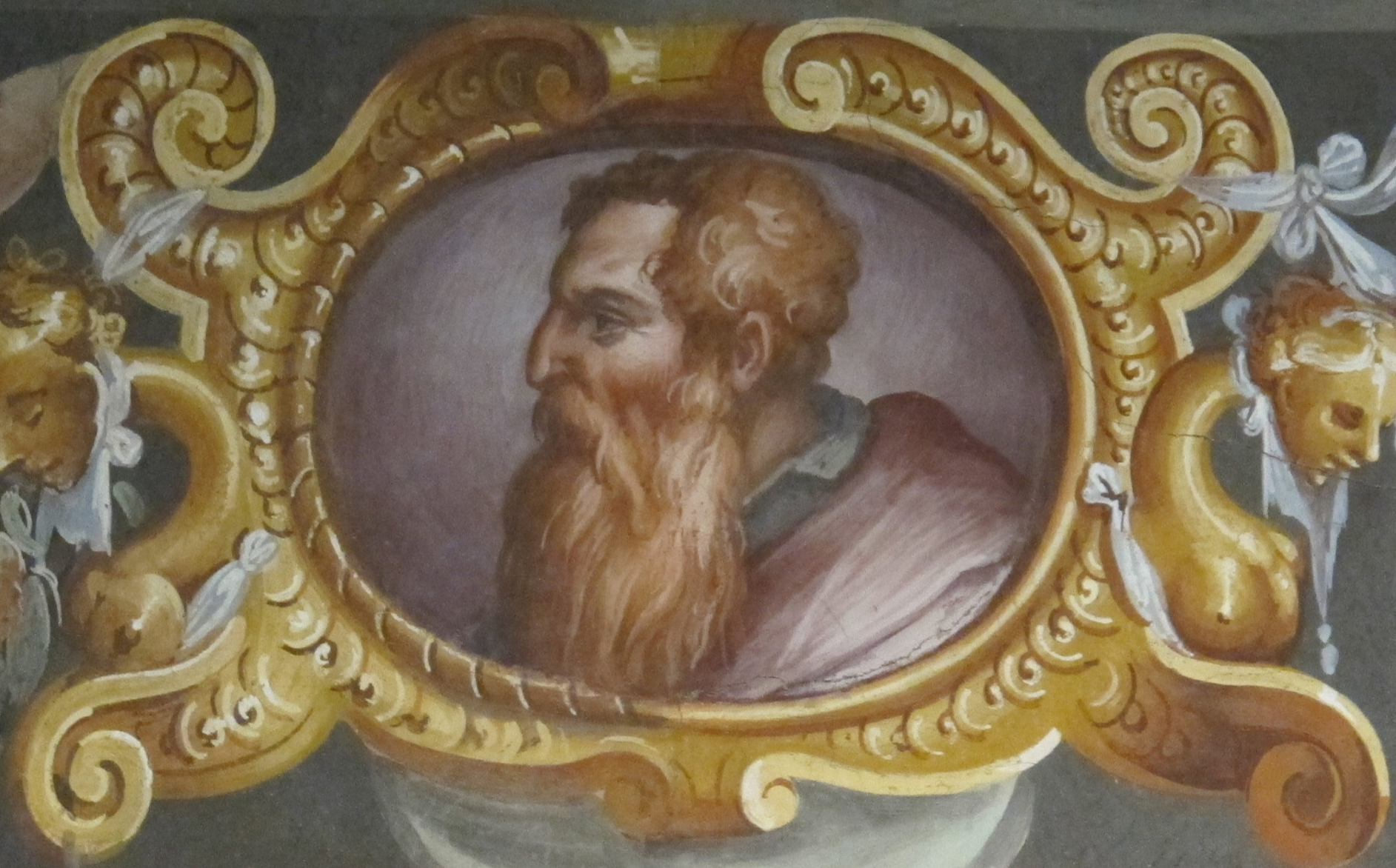
Giorgio Vasari e assistenti, Ritratto di Rosso Fiorentino, Casa Vasari, Firenze

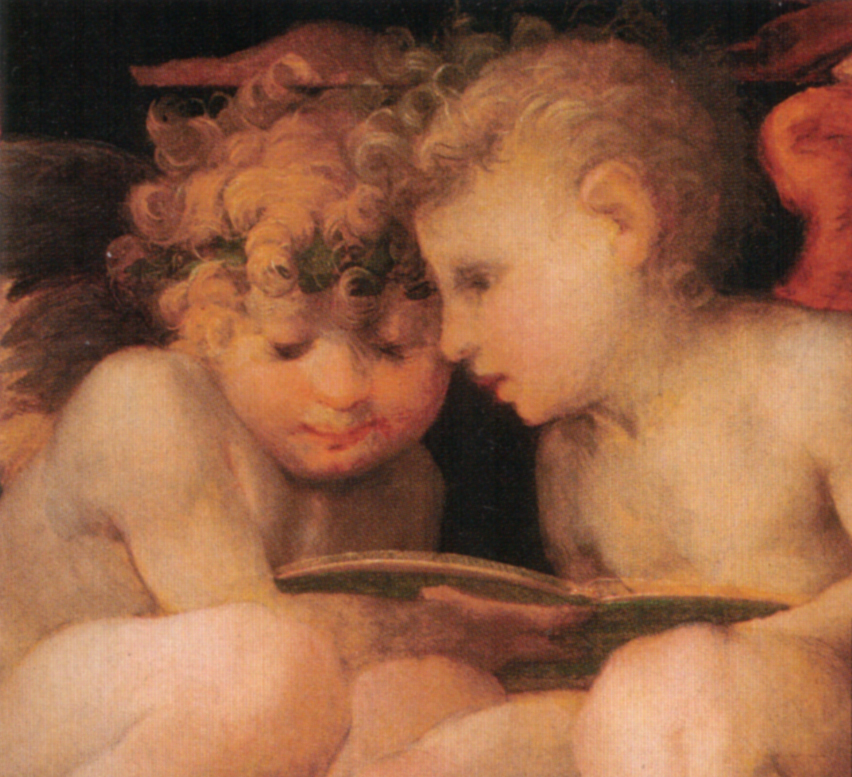
Dettaglio della Pala dello Spedalingo (1518)

Come il Pontormo, sua controparte pittorica per molti anni, fu allievo di Andrea del Sarto e fu, sotto molti punti di vista, un ribelle alle costrizioni classiciste ormai in crisi. Partendo dalle costruzioni equilibrate del suo maestro, ne forzò le forme esprimendo un mondo inquieto e tormentato. Artista originale e anticonformista, riscosse tiepidi consensi a Firenze, a Roma prima di rifugiarsi nella provincia umbro-toscana.
Da qui fece il grande passo, trasferendosi alla corte di Fontainebleau, dove divenne lo stimatissimo pittore di corte di Francesco I di Francia, incarico già ricoperto dal suo maestro Andrea del Sarto e da Leonardo da Vinci. Assieme a Francesco Primaticcio, che gli succedette, portò oltralpe il gusto sofisticato ed elitario della Roma clementina prima del Sacco, diventando la scintilla che accese la scuola di Fontainebleau e, di conseguenza, il manierismo internazionale.

## Biografia

### Origini
Un documento ricorda l'artista nato a Firenze, nel popolo di San Michele Visdomini, il 18 marzo all'ottava ora nell'anno, secondo l'uso fiorentino, 1494, ovvero il 1495 secondo il computo gregoriano. Di lì a pochi mesi nasceva nei sobborghi di Empoli il Pontormo, artista con cui il Rosso condivise buona parte della sua formazione e gli esiti originalissimi delle rispettive ricerche formali. Il soprannome di "Rosso" derivò dalla sua capigliatura fulva, come ricorda anche Vasari.
Quest'ultimo, all'inizio della biografia che gli dedicò nelle Vite, lo ricordò come persona di bell'aspetto, dotata di charme, gentile e raffinata nei modi, interessato a varie attività, tra cui la musica e le lettere. Lo storico di Arezzo utilizzò come fonti sia una sua conoscenza diretta dell'artista in gioventù, sia i ricordi raccolti dal Bronzino.

### Formazione all'Annunziata di Firenze

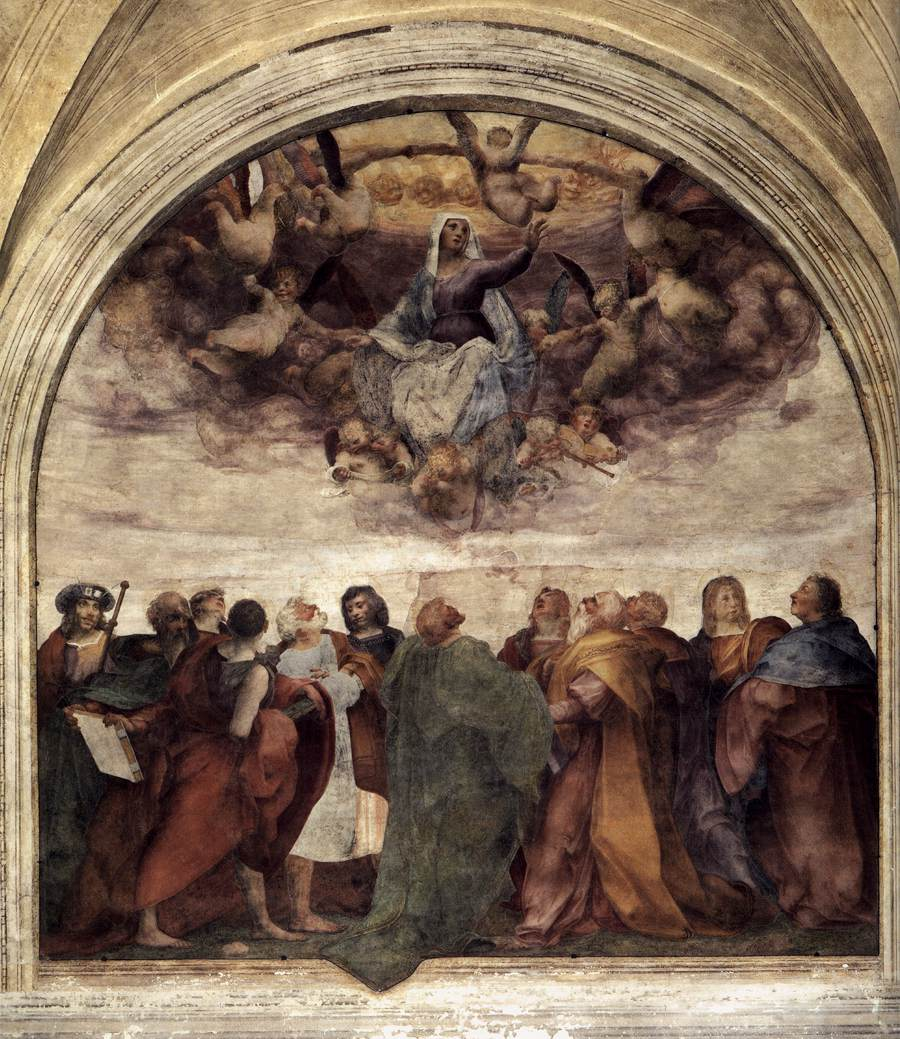
Assunzione di Maria (1513), chiostrino dei Voti

Il primo documento che ricorda il Rosso adolescente risale al 1510, quando è qualificato come pittore, seguito da un pagamento datato 13 settembre 1513 in cui l'artista, quasi ventenne, è pagato per la prima opera di cui si abbia notizia, a quattro mani con Andrea di Cosimo Feltrini, uno stemma di Leone X alla Santissima Annunziata, in onore del papa mediceo eletto proprio quell'anno. Altri due stemmi dipinti gli vennero pagati poco dopo e nello stesso mese partecipò all'esecuzione di un'immagine votiva in cera di Giuliano de' Medici, duca di Nemour per lo stesso santuario dell'Annunziata, secondo l'uso di offrire ex-voto in cera alla miracolosa immagine dell'Annunciazione fiorentina. Probabilmente i Medici volevano ringraziare solennemente la Madonna per la riconquista della città dopo la restaurazione della Repubblica. Ancora uno stemma (del neoeletto cardinale Lorenzo Pucci) venne pagato nell'ottobre/novembre e tra quella data e il giugno del 1514 si registra il saldo per la prima opera sicura pervenutaci dall'artista, l'Assunzione della Vergine nel Chiostrino dei Voti.

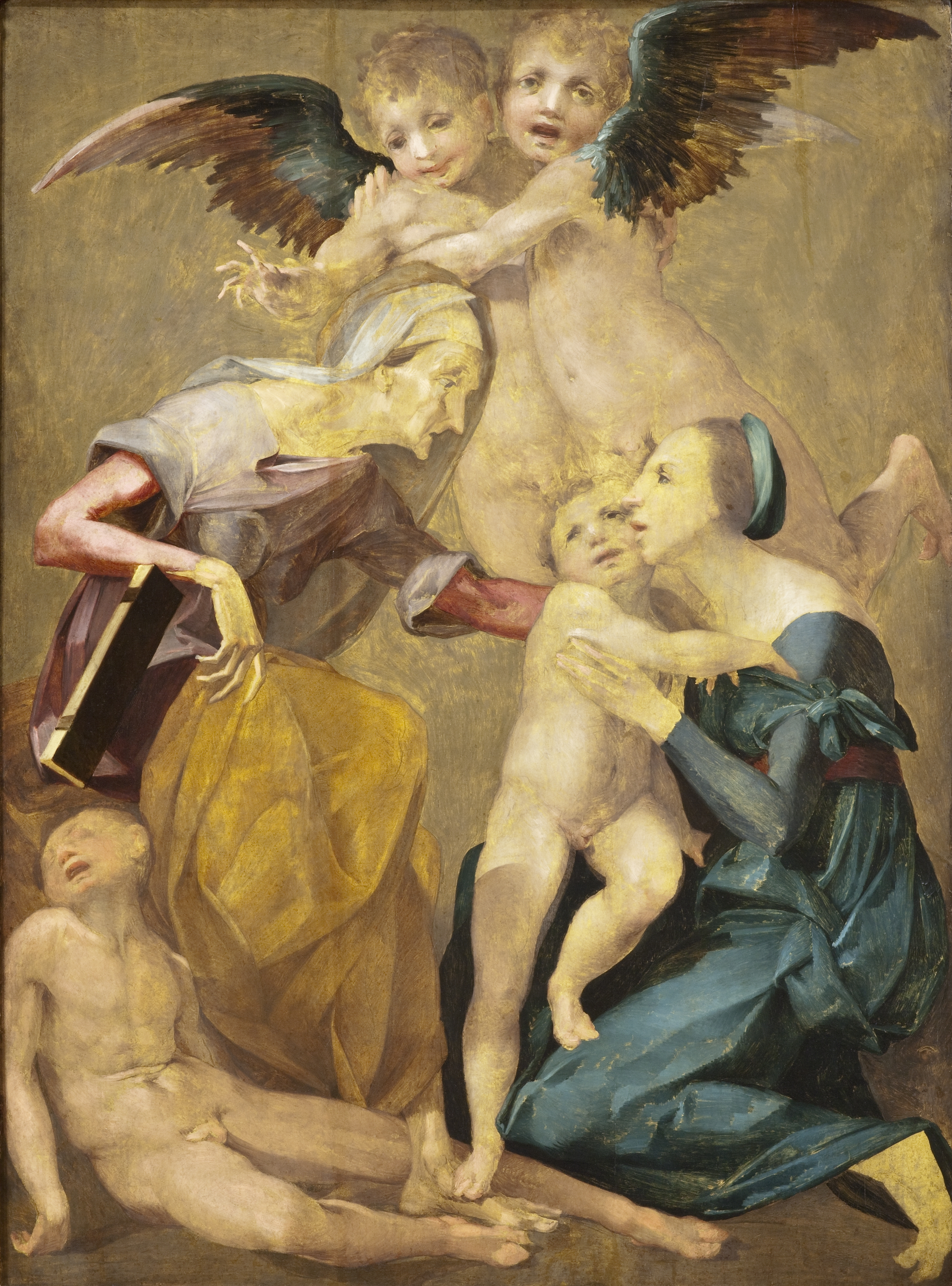
Allegoria della Salvezza (1522 circa), Los Angeles County Museum of Art

A tale, importante commissione l'artista era giunto forse su suggerimento di Andrea del Sarto, responsabile della realizzazione di gran parte delle lunette del chiostro. Sul finire dell'impresa Andrea delegò ad alcuni dei suoi migliori collaboratori la pittura delle lunette restanti, affidandosi al Franciabigio, a Pontormo e, appunto, al Rosso. Il Rosso vantava comunque un particolare legame con l'Annunziata, che venne fatto risalire da Vasari all'amicizia col frate "maestro Giacopo"; inoltre due fratelli dell'artista erano frati, uno dei quali (Filippo Maria) era proprio servita all'Annunziata (l'altro era invece domenicano in Santa Maria Novella).
Per il maestro Giacopo, a detta di Vasari, Rosso dipinse una Madonna con la mezza figura di san Giovanni Evangelista, del quale esiste forse solo la copia antica del Musée des Beaux-Arts di Tours, in cui il Bambino è rappresentato di spalle, in preda a un'elaborata torsione verso lo spettatore: la sintesi delle forme rimanda però all'esempio di Fra Bartolomeo più che ad Andrea del Sarto. Il Vasari lo ricorda come uno dei pittori che studiò il cartone della Battaglia di Cascina di Michelangelo, pittore che senz'altro influenzò tutta la successiva generazione, lui compreso, ma che il Rosso rielaborò con un senso ancora più brutale di movimento, colori più innaturali e maggior distacco dalla tradizione.
Lo storico aretino citò poi un tabernacolo per la famiglia Bartoli nella zona di Marignolle, in cui l'artista iniziò a dimostrare "certa sua opinione contraria alle maniere". L'opera è stata indicata nel 2006 da Antonio Natali come un tabernacolo tutto esistente sulla collina di Marignolle, in condizione pessime ma leggibile nella composizione. Vasari la ricordava nel popolo di Sant'Ilario a Colombaia, in cima alla via dove sorgeva il monastero delle Campora e dove Piero Bartoli, il committente, aveva una sua casa. Mostrerebbe una Madonna sul poggio del Santo Sepolcro (un riferimento all'intitolazione del vicino monastero, con ai piedi un Cristo morto sorretto da Giuseppe d'Arimatea e un san Girolamo.
In quegli anni l'artista, che Vasari ricordò come "con pochi maestri", doveva guardare con eguale interesse sia alla scuola di San Marco (dominata da Fra Bartolomeo e Mariotto Albertinelli), sia a quella dell'Annunziata (dominata da Andrea del Sarto e i suoi collaboratori), e forse anche a quella di Francesco Granacci. La collaborazione con Andrea del Sarto è documentata solo da accenni vasariani, come il caso della perduta predella dell`Annunciazione di San Gallo, dipinta in collaborazione col Pontormo. Inoltre dovette interessarsi alla scultura di Jacopo Sansovino e Baccio Bandinelli. Contatti dovettero esserci anche con l'eccentrico Alonso Berruguete, artista spagnolo di passaggio a Firenze.
Si immatricolò pittore, certificando quindi la fine del suo apprendistato, nel 1517.

### LaPala dello Spedalingo

Pala dello Spedalingo (1518), Uffizi

Nel 1518 Rosso realizzò un'importante commissione per una pala d'altare, la cosiddetta Pala dello Spedalingo dal ruolo del committente Leonardo Buonafede, originariamente destinata alla chiesa di Ognissanti. Nonostante l'originalità della tavola, con una serrata composizione che tende a chiudersi verso il centro, il Buonafede la rifiutò, dopo averla vista in corso d'opera poiché, come ricordò Vasari, l'artista aveva accentuato le fattezze "crudeli e disperate" dei personaggi, che poi avrebbe smorzato e normalizzato nella versione finale. Dopo aver approntato delle modifiche la pala venne infine destinata a una chiesetta di provincia.
Allo stesso periodo risalgono anche l'Angiolino musicante degli Uffizi, frammento di una pala perduta, e l'Allegoria della Salvezza del Lacma, dove i personaggi sono colti con insoliti accenti drammatici, talvolta irriverenti, in dettagli come la mano scheletrica di sant'Elisabetta. In queste opere i colori si rarefanno, il disegno arriva a dei picchi di espressionismo che rasentano la caricatura, facendo addirittura pensare all'arte tedesca del Novecento per l'irriverenza e la comicità implicita. La sua è una forma di protesta verso l'idealizzazione canonica della figura umana del Rinascimento, di rottura, forse inconscia, verso un'arte più bizzarra, che non teme di essere a volte crudele e deformante.

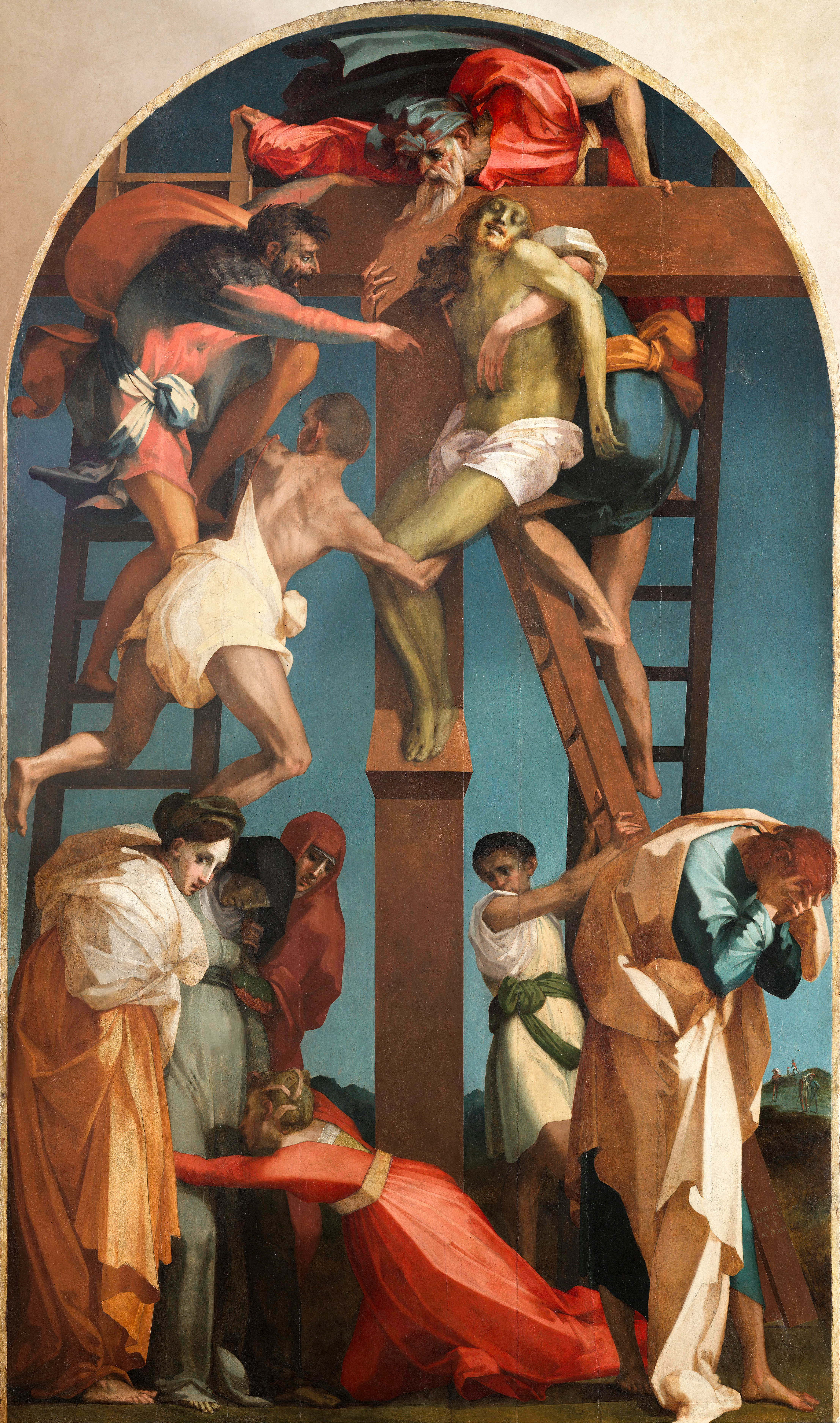
Deposizione dalla Croce (1521), Volterra, Pinacoteca e museo Civico

### Piombino
Una condanna del novembre 1518 aveva costretto l'artista a risarcire un suo creditore e, non potendo pagare, un mese dopo era stato pubblicamente dichiarato insolvente in città tramite bando. Per questo motivo per alcuni anni l'artista dovette stare distante da Firenze, trovando tuttavia l'ambiente dei centri minori particolarmente congeniale alle sue ricerche sul rinnovamento radicale del linguaggio figurativo, lontano dai vincoli imposti dall'ufficialità fiorentina.
In questi anni il Rosso si recò a Piombino, chiamato da Jacopo V Appiani, per il quale dipinse, a detta del Vasari, un "Cristo morto bellissimo", una "cappelluccia" e, forse, un suo ritratto. Probabilmente la pala si trovava nell'altare della Compagnia del Corpo di Cristo nella pieve di Sant'Antimo, come sembra confermare un pagamento da parte dei confratelli all'artista. Gli Appiani erano inoltre antimedicei ed è possibile che proprio da essi Rosso avesse cercato rifugio essendo di fede politica repubblicana e, molto probabilmente, savonaroliano. Esiste poi uno scarto di due anni nella biografia del Rosso, in cui Natali ha ipotizzato un possibile viaggio fino a Napoli, sulla base di una lettera del Summonte che parla della presenza in città di un "Ioan Baptista fiorentino" e di ritratti di dame della corte aragonese che potrebbero derivare da originali perduti del Rosso. La corte napoletana era legata da parentela con quella degli Appiani; inoltre in un inventario delle opere di Fontainebleau del 1625 si cita tra l'altro un ritratto di Giovanna d'Aragona di mano del Rosso.

### Volterra

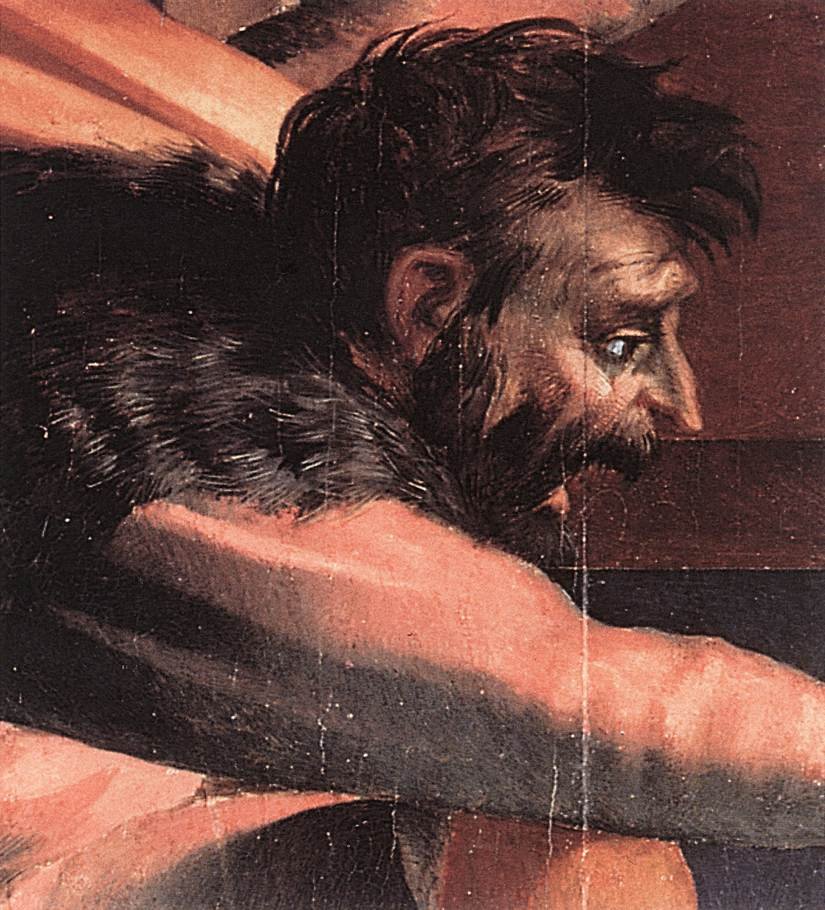
Dettaglio della Deposizione di Volterra (1521)

Nel 1521 raggiunse poi Volterra, dove tornò anche in seguito. Qui, oltre a una celebre Deposizione, dipinse la Madonna e santi per la pieve di Villamagna.
La Deposizione di Volterra (1521), è considerata il suo capolavoro, simile per la forma della tavola e per le misure, oltre che per il tema, a quella del Pontormo, tuttavia ne differisce profondamente per la concezione. Il Rosso ottiene il dramma per la volumetria angolosa che sfaccetta le figure, per il movimento convulso di alcuni personaggi, per i colori intensi prevalentemente rosseggianti stagliati sulla distesa uniforme del cielo. Le deformazioni dei corpi e dei volti giungono all'estrema esasperazione: il vecchio affacciato dall'alto sulla croce ha il viso contratto come una maschera. La disposizione asimmetrica delle scale genera un moto violento, accentuato dall'incertezza degli appoggi degli uomini che calano il corpo di Cristo, mentre la luce incide da destra con forza, creando aspri urti chiaroscurali.

### Rientro a Firenze

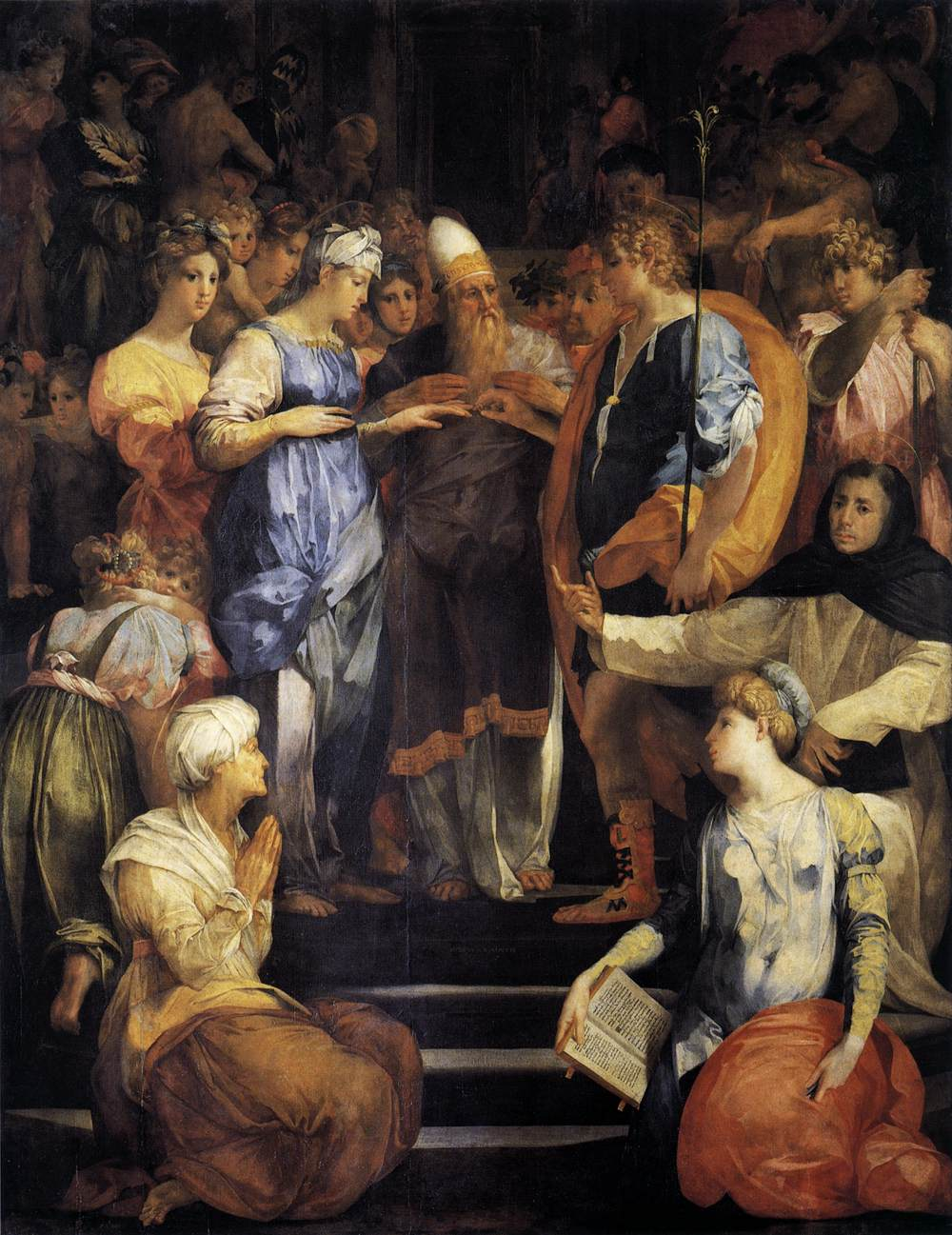
Pala Ginori (1523)

Tra la fine del 1521 e l'inizio del 1522 l'artista rientrò a Firenze, dove eseguì le sue ultime commissioni nella sua città, quali il Putto che suona (1521, probabilmente un frammento di una pala più grande), la Pala Dei (1522), lo Sposalizio della Vergine (1523) e Mosè difende le figlie di Jetro (1522-1523 circa), quest'ultima donata al re di Francia Francesco I.
Si tratta di opere commissionate nei circoli filorepubblicani e di ascendenza savonaroliana, ai quali l'artista poteva essersi accostato. Vasari ricordò un aneddoto relativo a questo periodo, secondo il quale l'artista entrò in conflitto coi frati di Santa Croce, attigui alla sua abitazione in corso de' Tintori, per via di una scimmia, un "bertuccione", ladra d'uva e autrice di malefatte. Non è inverosimile che l'animale abbia fatto da modello per il volto animalesco che appare nella Deposizione di Sansepolcro.

### Roma, fino al sacco

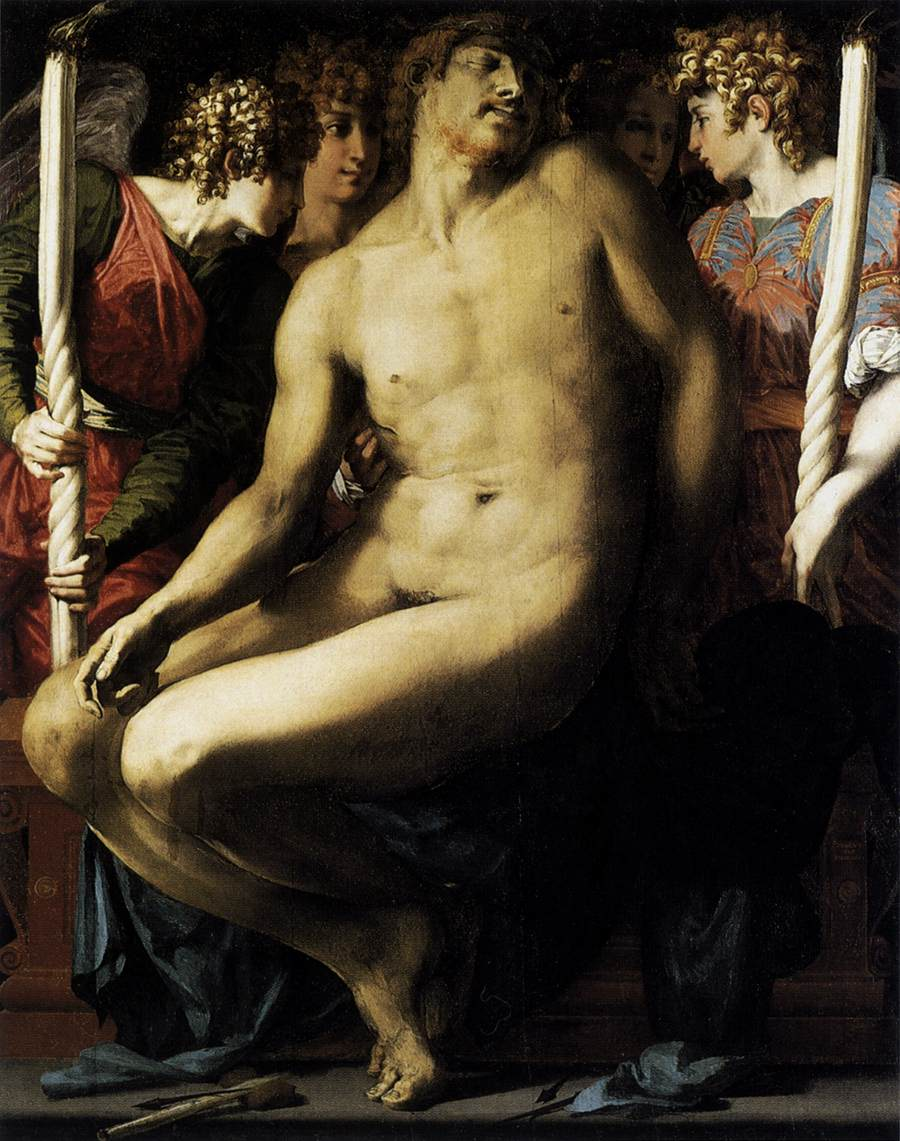
Cristo morto compianto da quattro angeli (1525-26 circa)

Alla fine del 1523, o tutt'al più all'inizio dell'anno seguente, accompagnato dall'allievo inseparabile Battistino e dal "Bertuccione", Rosso lasciò Firenze per andare a Roma. Si ipotizza che l'artista fosse già stato, per un periodo molto breve, nella città papale, già verso il 1511. Questa volta esistevano una serie di ragioni legate alla sua partenza: innanzitutto la fresca elezione di un papa fiorentino, Giulio de' Medici salito al soglio come Clemente VII, inoltre a Firenze si era acuita la recrudescenza di una peste endemica, la stessa che fece rintanare Andrea del Sarto nella campagna mugellese e Pontormo alla Certosa di Firenze. Infine nel 1522 era tornato da Roma a Firenze Perin del Vaga, sempre per via di una pestilenza, il quale doveva aver dato origine a una disputa coi colleghi fiorentini (della quale parla anche Vasari) riguardo a quale fosse la cultura figurativa più aggiornata, elogiando senza riserve quella grandiosa "maniera moderna" messa in scena alla corte papale da Michelangelo, da Raffaello e dagli altri artefici, e arrivando ad accusare provocatoriamente di un eccessivo attaccamento al passato dei suoi interlocutori. La curiosità del Rosso dovette quindi essere solleticata sufficientemente per andare a conoscere direttamente quei portenti.

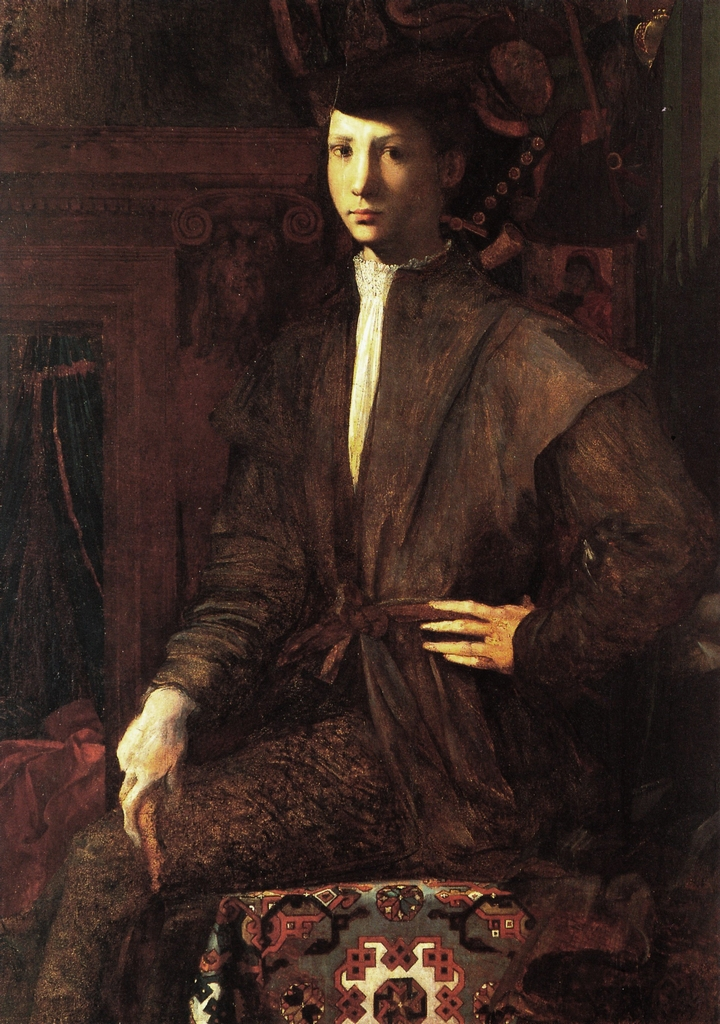
Ritratto di giovane seduto con tappeto (1524-1526 circa), Capodimonte

L'arrivo a Roma del Rosso, già spianato dal successo di alcuni suoi disegni là inviati, appariva sotto i migliori auspici e la prima commissione cui attese fu l'affrescatura della Cappella Cesi in Santa Maria della Pace, dove dipinse una Creazione di Eva e un Peccato originale (1524), nonché la celebre pala col Compianto oggi a Boston. In tali opere richiamò decisamente l'arte di Raffaello, quella di Michelangelo nelle Storie della Genesi e quella antica, ispirandosi a un gusto spiccatamente profano. Tali lavori però non dovettero sortire l'effetto sperato, come testimoniò Vasari, il quale criticò gli affreschi e parlò di opere spaesate. Tale giudizio appare oggi eccessivo, sebbene gli affreschi non siano annoverati tra le migliori riuscite del suo pennello; invece il Compianto fu sicuramente un capolavoro, incredibilmente in bilico tra il tema religioso e lo svolgimento profano, innegabilmente sensuale, nel corpo nudo di Cristo pieno di richiami a Michelangelo e alla statuaria antica.
Un'altra opera ricordata da Vasari durante il soggiorno romano è un abbozzo di una Decollazione di san Giovanni Battista nella chiesa di San Giacomo a Scossacavalli, opera che dovette forse essere completata da un altro artista, trovandosi su un altare all'epoca dello storico aretino, ma della quale si sono perse le tracce. Inoltre Cellini ricordò di aver veduto il Rosso nel castello di Cerveteri, ospite del conte dell'Anguillara, probabilmente nell'estate del 1524. Alcuni hanno riconosciuto un possibile ritratto del conte nel Ritratto d'uomo con elmo, oggi a Liverpool.
In definitiva comunque il soggiorno del Rosso a Roma non dev'essere stato il più fortunato, se ebbe molto tempo per dedicarsi alla preparazione di disegni per trarne incisioni, come testimoniano varie serie per Jacopo Caraglio: i trentuno Dei entro nicchie, le Dodici fatiche di Ercole, la cosiddetta Furia, gli Amori degli Dei, la Sfida delle Pieridi (della quale resta anche una versione pittorica attribuita al maestro e oggi al Louvre), la Battaglia dei Romani coi Sabini. Si tratta di opere spesso di violenta espressività, in cui l'artista poté mettere a frutto tutto il suo studio delle statue classiche, soprattutto ellenistiche.
Col sacco di Roma del 1527 Rosso fu in un primo tempo catturato dai Lanzichenecchi tedeschi, vessato (gli vennero rubati i vestiti, fu umiliato e costretto a lavori pesanti) e poi lasciato libero. Costretto a fuggire, prese parte a quella diaspora degli artisti che tanto beneficiò i centri periferici dell'Italia e dell'Europa.

### Perugia e Sansepolcro

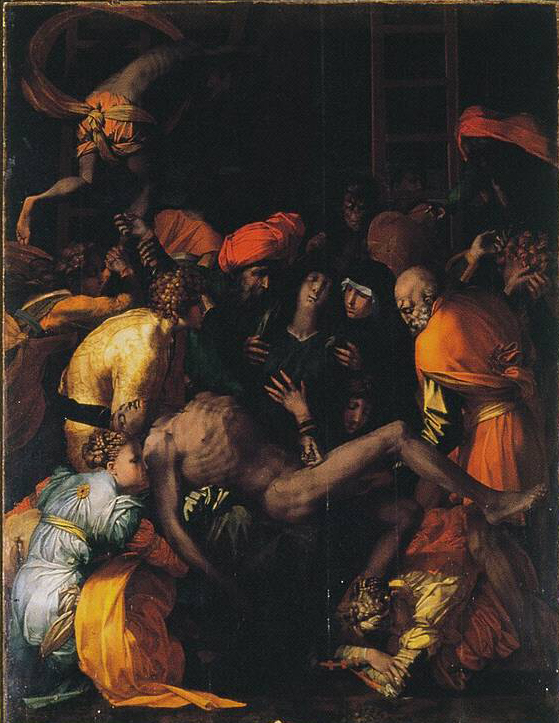
Deposizione di Sansepolcro (1527-1528)

L'artista riparò così a Perugia, dove Vasari ricorda che lasciò un perduto cartone per un'Adorazione dei Magi, come ringraziamento per l'ospitalità al pittore Domenico Alfani. Dell'opera resta una versione a stampa di Cherubino Alberti e la pala che ne trasse l'Alfani per la chiesa di Santa Maria dei Miracoli a Castel Rigone, oggi in ubicazione sconosciuta.
In Umbria si dovette trattenere il giusto necessario prima di trovare un'altra sistemazione, spostandosi presto a Sansepolcro, sotto la protezione del vescovo Leonardo Tornabuoni, per il quale aveva già dipinto a Roma il Cristo morto. Tra i due, conterranei e pressoché della stessa età, dovevano esistere buoni rapporti, ed entrambi erano stati in fuga da Roma in seguito al Sacco. Il 23 settembre 1527 ricevette un'importante commissione, da parte della locale Compagnia di Santa Croce su intercessione del vescovo Tornabuoni, per dipingere una pala d'altare col Cristo deposto, di nuovo il tema trattato a già a Roma. L'allogazione era già stata affidata al pittore locale Raffaellino del Colle e fu lui stesso, contrariamente alle volontà dei confratelli, a passarla generosamente al Rosso, affinché in città "rimanesse qualcosa di suo", come ricordò Vasari. Assai probabile è che come ringraziamento il Rosso dovette donare una serie di disegni al collega, un po' come era successo a Perugia; tracce di influenza rossesca abbastanza marcata si incontrano ad esempio nell'Incoronazione della Vergine di Raffaellino (1526-1527, oggi nel Museo civico), in cui sono presenti figure "alla romana", una Maddalena che ricorda le sante inginocchiate della Pala Dei, un inedito cangiantismo e gonfiore dei panneggi, soprattutto in quelli della santa.
Tra il 1527 ed il 1528 realizzò quindi il conturbante Compianto sul Cristo deposto, ora nella chiesa di San Lorenzo a Sansepolcro.

### Città di Castello

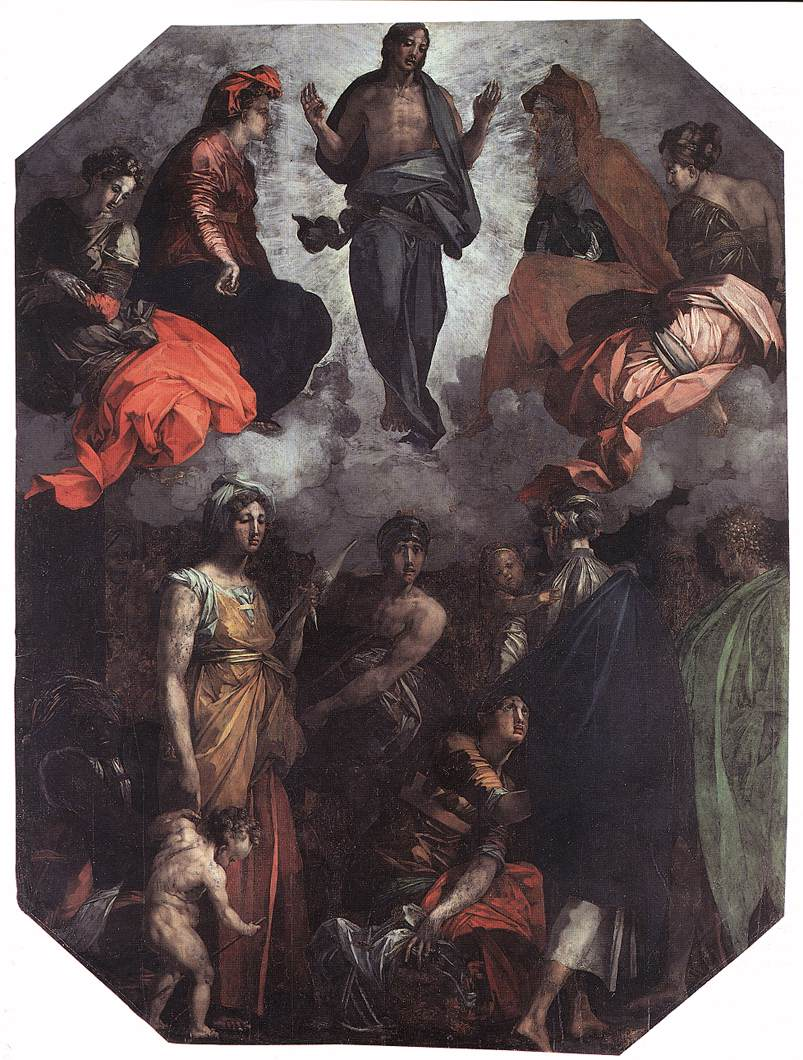
Cristo risorto in gloria (1528-1530)

All'inizio della primavera del 1528 il Rosso si trovava ad Arezzo, dove conobbe il diciassettenne Giorgio Vasari, a cui diede un disegno per una Resurrezione, poi dipinta dal giovane per Lorenzo Gamurrini e oggi dispersa.
Il 1º luglio dello stesso anno Rosso si trovava a Città di Castello, alla firma del contratto per una grande pala per la locale Compagnia del Corpus Domini, in cui era previsto un Cristo "resuscitato e glorioso", quattro sante e, in basso, "più e diverse figure che denotino, representino il populo, con quelli angeli che a lui [al pittore] parerà di acomodare". Si tratta del Cristo risorto in gloria oggi nel locale Museo diocesano, opera dalla laboriosa gestazione. Il tetto della sala data al pittore come laboratorio crollò infatti danneggiando il supporto (come si vede ancora oggi sulle assi della tavola), poi al pittore venne una tale febbre che lo fece tornare al più presto nella più congeniale Sansepolcro. Qui però si ammalò ulteriormente di quartana, per cui si trasferì a Pieve Santo Stefano "a pigliare aria": qui è probabile che ideò il disegno con la Lapidazione di santo Stefano, da cui poi Cherubino Alberti trasse un'incisione. Ripassò da Arezzo e infine si stabilì di nuovo a Sansepolcro, dalla quale completò la tavola di Città di Castello, senza mai farla vedere ai committenti durante l'esecuzione, come ricorda Vasari: tale precauzione fu forse dettata dalla paura dell'ennesimo rifiuto dell'opera, vista lo stato semifinito di molti personaggi e la variazione di alcuni termini previsti dal contratto, come la mancanza degli angeli nell'opera finita.
A quest'epoca vengono di solito riferiti anche due progetti per altari, entrambi al British Museum (nn. 1948-4-10-15 e pp. 2–19), in cui dimostra una notevole pratica col disegno architettonico (ricordata anche da Vasari), che dovette mettere maggiormente a frutto di lì a poco, in Francia.

### La Madonna delle Lacrime
Ad Arezzo fu coinvolto anche nella decorazione ad affresco della chiesa della Madonna delle Lacrime, adesso nota come chiesa della Santissima Annunziata, dal pittore che lo ospitava durante la pausa forzata dei lavori a Città di Castello, Benedetto Spadari, e un altro amico pure artista, Giovanni Antonio Lappoli. Revocato infatti l'incarico a Niccolò Soggi il 22 marzo 1528 per insoddisfazione dei committenti, il 24 novembre di quello stesso anno l'allogazione fu rifatta al Rosso, che s'impegnò, garante il Lappoli, a portare a termine la decorazione nel giro di ventisei mesi, senza assumere altri incarichi fatto salvo quello per la pala di Città di Castello già in essere. L'artista si mise all'opera producendo molti disegni, molti dei quali ci sono pervenuti, che vennero visti, copiati e descritti dal Vasari.
Tuttavia, quando il 17 settembre 1529 il grosso delle truppe fiorentine che proteggeva Arezzo si ritirò nel capoluogo per proteggersi dall'imminente attacco delle truppe imperiali, il Rosso, memore ancora dei traumatici fatti del Sacco di Roma di due anni prima, non sentendosi sicuro in città riparò ancora una volta a Sansepolcro, lasciando i disegni e i cartoni per la Madonna delle Lacrime in cittadella, ovvero nella fortezza, come ricordò Vasari e come è attestato poi con precisione da un inventario del 12 marzo 1532 quando, tornata la pace, si aprirono due forzieri nella Compagnia locale dalla Santissima Annunziata. Trattandosi proprio quelli del Rosso, vi vennero elencati numerosi disegni, alcuni capi d'abbigliamento e alcuni libri, che hanno poi permesso di ricostruire la biblioteca del Rosso, per lo meno quella che non portò con sé: la Naturalis historia di Plinio il Vecchio, un volume rilegato identificabile con la Cornucopia di Niccolò Perotti, due "libricciuoli" non definiti, il Cortegiano di Baldassarre Castiglione, il De architectura di Vitruvio e un libro di devozione alla Vergine.

### Partenza per la Francia
Vasari ricordò di aver discusso esplicitamente col Rosso delle opportunità che la corte di Francia offriva in quegli anni agli artisti italiani (e toscani in particolar modo), tanto da riportare direttamente il dialogo nelle Vite in cui si ricorda come il Rosso «avesse sempre avuto capriccio di finire la sua vita in Francia e tòrsi, come diceva egli, a una certa miseria e povertà nella quale si stanno gli uomini che lavorano in Toscana e ne' paesi dove sono nati». L'occasione per allontanarsi da Sansepolcro fu accelerata da un fatto che gettò cattiva luce sul pittore in città: il giovedì santo del 1530 (14 aprile) un suo allievo venne colto in una chiesa a fare un fuoco con la pece greca per esercitarsi nella piromanzia; il Rosso, che probabilmente era con lui, secondo Vasari scappò nottetempo e, passando per Pesaro, si rifugiò a Venezia.
La città lagunare era in quegli anni il ricovero di molti fiorentini antimedicei, molti dei quali presero poi la via della Francia dove trovarono protezione sotto Francesco I: fu il caso di Luigi Alamanni, Zanobi Buondelmonti, Antonio Brucioli e molti altri intellettuali; lo stesso Michelangelo vi si trovava in fuga dall'assedio di Firenze (1529-30), ed aveva in progetto di recarsi in Francia sebbene l'occasione non si concretizzò. Il Rosso venne ospitato da Pietro Aretino, per il quale disegnò un Marte e Venere. L'opera, oggi al Cabinet des Dessins del Louvre (n. 1575) era forse un'allegoria celebrativa della pace tra Francia e Spagna ed era forse destinata ad essere donata al re francese, come una sorta di biglietto da visita per l'artista.
Alcuni ipotizzano che fu lo stesso Buonarroti, nel lasciare Venezia, a raccomandare il conterraneo Rosso all'ambasciatore francese Lazare de Baïf; l'ipotesi è comunque priva di riscontri e forse è più probabile che l'intermediario fu l'Aretino stesso. In ogni caso nell'autunno del 1530 il Rosso era già a Parigi, sulle orme di Leonardo da Vinci e Andrea del Sarto che l'avevano preceduto alla corte francese.

### A Parigi e Fontainebleau

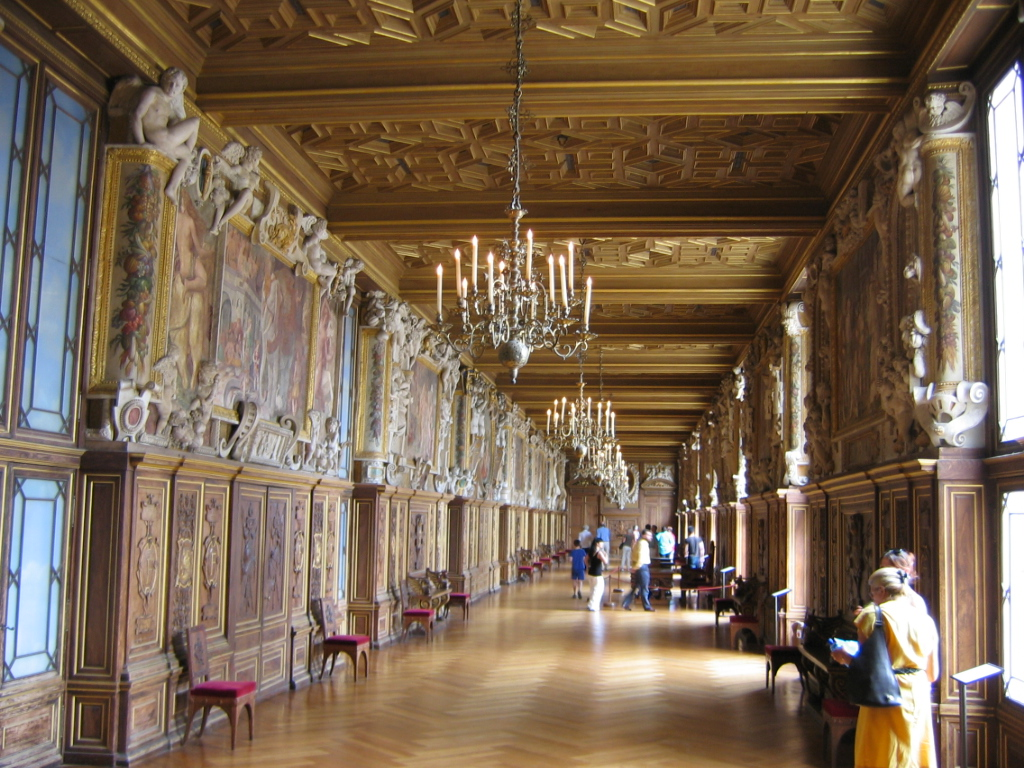
Galleria di Francesco I

Accolto dal re, che a detta di Vasari fu colpito, oltre che dalla sua arte, dalle sue qualità personali e dal modo di agire, Rosso ricevette praticamente subito una provvigione di 400 scudi, una casa a Parigi (dove visse poco, passando la maggior parte del suo tempo al castello di Fontainebleau) e la nomina a capo generale di tutte le "fabbriche" reali, delle pitture e degli ornamenti: tali notizie presuppongono già nota la fama del Rosso presso il re grazie ai fiorentini e agli aretini presenti alla sua corte, sia come pittore che come architetto. Di lui dopotutto possedeva già da anni l'originale del Mosè che difende le figlie di Ietro, e altre opere poi perdute o disperse. Tra queste un inventario del 1625 cita una Giuditta con la testa di Oloferne (di cui resta una versione a stampa di René Boyvin, una Contesa delle Pieridi (forse al Louvre), la Leda col cigno disegnata da Michelangelo (forse quella della National Gallery di Londra), e il quadretto con Marte e Venere (del quale resta un disegno al Louvre).

Tra i primi progetti eseguiti per il re ci fu un progetto forse per un rilievo scultoreo dei Santi Pietro e Paolo (noto da incisioni). Del successo del Rosso a Fontainebleau, oltre alla biografia vasariana, esistono tracce scritte nel carteggio michelangiolesco, come la lettera spedita da Piacenza da Antonio Mini al Buonarroti (1531), in cui si ricorda come alcuni fiorentini di ritorno dalla corte di Francia abbiano trovato il Rosso "gra' maestro di danari e d'altre provvisioni", o quella mandata da Lione dove si ribadisce la "gra[n]dissima provisione", o quella del 2 gennaio 1532, pure da Lione, in cui si informa che è stato visto il Rosso andare a cavallo tra tanti servitori e con le selle coperte da ricchi panni.

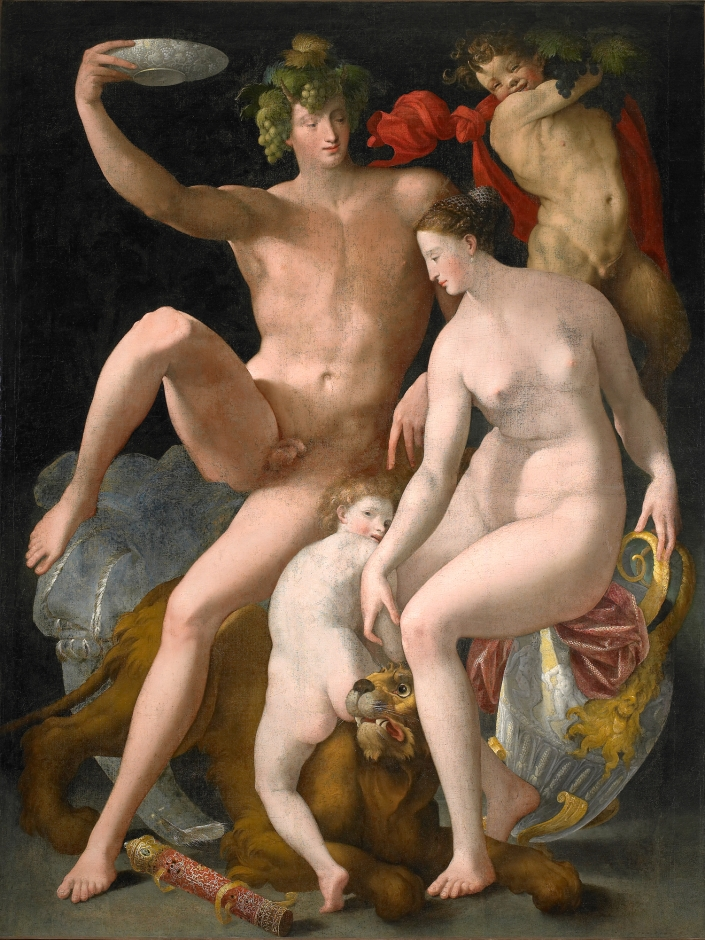
Bacco, Venere e Amore (1535-1539 circa)

Nonostante la ricchezza di documenti, i dieci anni circa di lavoro del Rosso in Francia sono in massima parte ignoti. Due dipinti sono descritti minuziosamente da Vasari come eseguiti subito dopo l'arrivo del pittore in Francia e prima di quello del Primaticcio (1532). Se poco e niente si conosce dell'Amore e Psiche, che forse si può identificare nell'Amore e Venere di cui si conserva un disegno al Louvre, il Bacco e Venere è stato identificato con cautela nel dipinto di Bacco, Venere e Amore nel Musée national d'histoire et d'art della città di Lussemburgo.
Al castello di Fontainebleau iniziò a lavorare nel Padiglione di Pomona (1532-1535, già al primo piano, oggi non più esistente), probabilmente disegnato da lui nell'architettura oltre che affrescato con Storie di Vertumno e Pomona assieme al Primaticcio. Tra gli altri aiuti ricordati nelle sue imprese francesi ci furono Lorenzo Naldini, Domenico del Barbiere, Lionardo Fiammingo, Francesco Caccianemici, Giovan Battista Bagnacavallo e Luca Penni.
Più complessa era la decorazione della Galleria di Francesco I, conclusa nell'architettura nel 1530 e iniziata tra il 1533 e il 1535, con stucchi, pitture e un complesso sistema di simboli e allusioni trionfalistiche. Prima opera del genere in Francia è oggi difficilmente leggibile per le numerose ridipinture e le modifiche succedutesi nei secoli. Nel paese straniero le sue ricerche sul colore, sul movimento, la sua originalità a tutti i costi si stemperò, attenuandosi in una maniera più snella ed elegante.
Nel 1532 il re gli diede lo status di canonico della Sainte-Chapelle e nel 1537 di Notre-Dame. Vasari ricordò come l'artista in Francia fece fronte a numerosissime opere, tra cui disegni di "saliere, vasi, conche et altre bizzarrie", progetti "per abbigliamenti di cavalli, di mascherate, di trionfi e di tutte l'altre cose che si possono immaginare, e con sì strane e bizzarre fantasie che non è possibile far meglio". Di tutte queste fatiche oggi resta ben poco, tra cui qualche straordinario foglio (come la Prima visione del Petrarca della morte di Laura, 1534, Christ Church Picture Gallery, Oxford) e alcune incisione tratte da suoi progetti (come i Costumi delle tre Parche di Pierre Milan).
Del periodo francese resta una sola opera ascrivibile sicuramente alla mano del Rosso, la Pietà del Louvre, dipinta per il connestabile Anne de Montmorency, di cui compare l'arme.

### La morte
Le fonti francesi tacciono sulla morte del Rosso, mentre Vasari descrive un improvviso ribaltamento delle sue fortune, che lo portò al suicidio. Accusando ingiustamente di furto il pittore e amico Francesco di Pellegrino, il quale per la denuncia aveva subìto anche la tortura, il Rosso fu assalito da sensi di colpa, anche per la reazione violenta dell'accusato. Procuratosi un veleno potentissimo, si sarebbe tolto la vita il 14 novembre 1540. Su tale informazione vasariana molti hanno espresso dubbi, tuttavia se non è confermata da documenti, non è nemmeno confutabile.
Tutte le opere che a corte gli erano state commissionate, vennero allora affidate a Francesco Primaticcio, il quale diede origine, proseguendo nell'opera del Rosso, alla scuola di Fontainebleau.

## Grafica
Spesso il Rosso faceva numerosi disegni preparatori delle sue pitture, dei quali solo una parte ci sono giunti. In particolare esisteva un corpus di disegni relativo al periodo di Fontainebleau che ebbe diversi proprietari e che fu diviso fra vari passaggi, tra Cherubino Alberti, Gian Giacomo Caraglio, René Boyvin e altri. Il termine Scuola di Fontainebleau fu usato per la prima volta nel 1818 per segnare e riordinare i disegni preparatori degli affreschi del castello, che spesso si trovavano in fogli non segnati.

## Opere
- Ritratto di giovinetta (recentemente riattribuito a Giovanni Larciani), 1510 circa, olio su tavola, 45x33 cm, Firenze, Galleria degli Uffizi
- Madonna col Bambino e san Giovanni Evangelista, 1512 circa, perduta
- Stemmi per la Santissima Annunziata di Firenze, 1512-1513, perduti
- Predella del'Annunciazione di San Gallo di Andrea del Sarto (in collaborazione con Pontormo), 1512 circa, su tavola, perduta
- Assunzione della Vergine, 1513-1514, ridipinto nel 1517, affresco, 385x395 cm, Firenze, santuario della Santissima Annunziata
- Tabernacolo delle Campora, 1513 circa, affresco staccato, Firenze, depositi della Soprintendenza speciale per il Polo Museale
- Madonna col Bambino e san Giovannino, 1514 circa, olio su tavola, Francoforte sul Meno, Städel
- Allegoria macabra, 1517, sanguigna su carta, 31,9x50,1 cm, Firenze, Gabinetto dei Disegni e delle Stampe
- Madonna in gloria con putti, 1517 circa, olio su tavola, 111x75,5 cm, San Pietroburgo, Ermitage
- Ritratto di giovane uomo, 1517-1518 circa, olio su tavola, 82,4x59,9 cm, Berlino, Gemäldegalerie
- Pala dello Spedalingo, 1518, olio su tavola, 172x141 cm, Firenze, Galleria degli Uffizi
- Ritratto di giovane con una lettera, 1518, olio su tavola, 108x88 cm, Londra, National Gallery
- Angiolino musicante, 1520 circa, olio su tavola, 47x39 cm, Firenze, Galleria degli Uffizi
- Uomo in nero di profilo, 1520-1522 circa, olio su tavola, 50,5x39,5 cm, Firenze, Galleria Palatina
- Ritratto di giovane in nero, 1520 circa, olio su tavola, Firenze, Galleria degli Uffizi
- Ritratto d'uomo con elmo, 1520 circa, olio su tavola, Liverpool, Walker Art Gallery
- Deposizione, 1521, olio su tavola, 375x196 cm, Volterra, Pinacoteca e museo civico
- Pala di Villamagna, 1521, olio su tavola, 169x133 cm, Volterra, Museo diocesano d'arte sacra
- Allegoria della Salvezza, 1521 circa, olio su tela, Los Angeles, Los Angeles County Museum of Art
- Sacra Famiglia con san Giovannino, 1521 circa, olio su tavola, Baltimora, Walters Art Gallery
- San Giovannino, 1521 circa, olio su tavola, Firenze, Galleria degli Uffizi
- Pala Dei, 1522, olio su tavola, 350x259 cm, Firenze, Galleria Palatina
- Ritratto di giovane, 1522 circa, olio su tavola, 88,7x68 cm, Washington, National Gallery of Art
- Sposalizio della Vergine, 1523, olio su tavola, 325x250 cm, Firenze, basilica di San Lorenzo
- Mosè difende le figlie di Jetro, 1523-1524, olio su tela, 160x117 cm, Firenze, Galleria degli Uffizi
- Rebecca al pozzo (copia da Rosso, attribuita a Giovanni Antonio Lappoli), 1523-1524 (l'originale perduto), Pisa, Museo nazionale di Palazzo Reale
- Cappella Cesi, 1524, affreschi, Roma, Santa Maria della Pace
  - Creazione di Eva
  - Peccato originale
- Cristo morto compianto da quattro angeli, 1525-1526, olio su tavola, 133,5x104 cm, Boston, Museum of Fine Arts
- Morte di Cleopatra, 1525 circa, olio su tavola, 94,7x73 cm, Braunschweig, Herzog Anton Ulrich-Museum
- Ritratto di giovane seduto con tappeto, 1525-1527 circa, olio su tavola, 120x86 cm, Napoli, Museo di Capodimonte
- Contesa delle Pieridi, 1525-1527, olio su tavola trasferito su tela, 31x63 cm, Parigi, Musée du Louvre
- Trentuno divinità, 1526, disegni per incisioni
- Compianto sul Cristo deposto, 1528, olio su tela, 270x201 cm, Sansepolcro, chiesa di San Lorenzo
- Cristo risorto in gloria, 1528-1530, olio su tavola, 348x258 cm, Città di Castello, Museo Diocesano
- Marte e Venere, 1530, Parigi, Louvre, Cabinet des Dessins
- Bacco, Venere e Amore, 1531, olio su tela, 209,5x161,5 cm, Lussemburgo, Musée national d'histoire et d'art
- Leda con il cigno (da Michelangelo, attr.), post 1532, olio su tela, 105,4x141 cm, National Gallery, Londra
- Galleria di Francesco I, 1534-1539, stucchi, affreschi e sculture, castello di Fontainebleau
  - Lotta tra Centauri e Lapiti
  - Perdita della gioventù perpetua
  - Vendetta di Nauplio
  - Morte di Adone
  - Educazione di Achille
  - Bagno di Pallade
  - Fratelli di Catania
  - Cleobis e Biton
  - Unità dello Stato
  - Elefante reale
  - Illuminazione di Francesco I
  - Sacrificio
- Pietà, 1537-1540, olio su tavola trasferito su tela, 127x163 cm, Parigi, Musée du Louvre

## Note

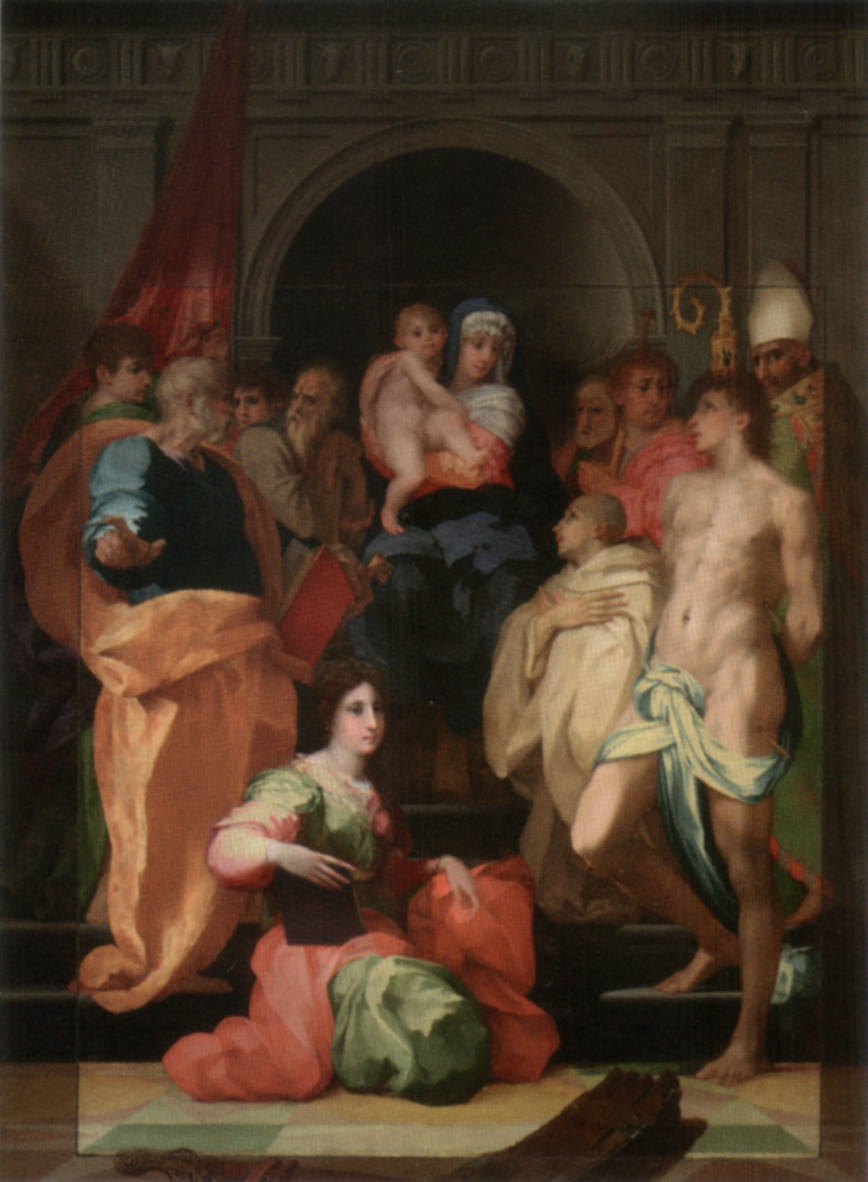
Pala Dei (1522)